# Myotis brandti
Il vespertilio di Brandt (Myotis brandtii  Eversmann, 1845) è un pipistrello della famiglia dei Vespertilionidi diffuso nell'Ecozona paleartica.

## Descrizione

### Dimensioni
Pipistrello di piccole dimensioni, con la lunghezza della testa e del corpo tra 39 e 51 mm, la lunghezza dell'avambraccio tra 33 e 39 mm, la lunghezza della coda tra 32 e 44 mm, la lunghezza del piede tra 7 e 9 mm, circa il 55% della lunghezza della tibia, la lunghezza delle orecchie tra 12 e 17 mm, un'apertura alare fino a 24 cm e un peso fino a 9 g.

### Aspetto
La pelliccia è lunga, soffice ed arruffata. Le parti dorsali sono bruno pallide, con dei riflessi dorati, mentre le parti ventrali sono grigie chiare, talvolta con dei riflessi giallastri. Il muso è marrone. Le orecchie variano dal marrone al marrone chiaro, sono moderatamente lunghe, strette, con il margine esterno quasi diritto nella metà superiore e un incavo a circa metà della sua lunghezza. Il trago è stretto, appuntito, con la base più chiara e lungo circa la metà del padiglione auricolare. Le membrane alari sono brunastre o brunastre chiare e attaccate posteriormente alla base dell'alluce. I piedi sono molto piccoli. L'uropatagio è densamente ricoperto di peli alla base. Il calcar è lungo ed ha un lobo nella parte centrale. Il cranio è stretto e delicato. Il terzo premolare superiore è leggermente fuori dalla linea alveolare. Il pene è rigonfio all'estremità. Il cariotipo è 2n=44 FNa=52.

### Ecolocazione
Emette ultrasuoni ad alto ciclo di lavoro sotto forma di impulsi di breve durata a frequenza modulata iniziale di 120 kHz e finale di 25–30 kHz.

## Biologia

### Comportamento
In estate si rifugia in vivai con circa 100 femmine all'interno delle cavità degli alberi, in nidi di uccelli, bat-boxes e negli edifici, mentre da settembre fino a marzo o aprile entra in ibernazione in gruppi più piccoli di 2-5 esemplari in ricoveri sotterranei come grotte, gallerie, cantine e miniere con temperature di 2-8 °C ed umidità elevata. Rimane appeso alle pareti, alle volte o nelle fessure spesso condividendo i siti con il vespertilio mustacchino, il vespertilio di Daubenton, il pipistrello di Nathusius e il pipistrello nano. L'attività predatoria inizia dopo il tramonto. Il volo è veloce e manovrato. È generalmente sedentario, tuttavia sono stati osservati spostamenti fino a 618 km.

### Alimentazione
Si nutre di piccoli insetti non acquatici catturati in volo a non meno di 3-4 metri dal suolo lungo i margini forestali e boschivi, lungo le strade e i sentieri, sulle radure e lungo piccoli corsi d'acqua.

### Riproduzione
Danno alla luce un piccolo alla volta a giugno o luglio dopo una gestazione di 50-60 giorni e un trattenimento spermatico durante l'inverno. Gli accoppiamenti avvengono in autunno quando i maschi, dopo aver passato la primavera e l'estate solitariamente, si ricongiungono alle femmine. I neonati aprono gli occhi dopo il terzo giorno di vita e sono in grado di volare dopo 3-4 settimane. Le femmine raggiungono la maturità sessuale dopo due anni. L'aspettativa di vita è fino a 26 anni e 8 mesi.

## Distribuzione e habitat
Questa specie è diffusa dall'Europa centro-occidentale fino all'Asia centrale e alla Cina nord-orientale, Siberia sud-orientale e all'isola giapponese di Hokkaidō. In Italia è stata accertata soltanto sul Monte Amiata e nel Parco naturale dell'Alpe Veglia e dell'Alpe Devero in Piemonte, mentre gli individui osservati nel Parco Nazionale d'Abruzzo, Lazio e Molise sono stati recentemente identificati come vespertili di Daubenton.
Vive nei boschi e foreste di latifoglie, foreste di conifere e talvolta in aree abitate fino a 1.800 metri di altitudine.

## Tassonomia
Sono state riconosciute 2 sottospecie:
- M.b.brandtii: Francia nord-orientale, Belgio, Paesi Bassi, Lussemburgo, Gran Bretagna, Svizzera, Austria, Germania, Danimarca, Polonia, Repubblica Ceca, Slovacchia, Ungheria, Slovenia, Croazia, Montenegro, Serbia, Albania, Grecia nord-orientale, Bulgaria, Romania, Moldavia, Ucraina occidentale e centrale, Bielorussia, Lituania, Lettonia, Estonia, Norvegia sud-orientale, Svezia, Finlandia meridionale, Turchia centrale e nord-orientale, Georgia, Russia sud-occidentale e occidentale fino agli Urali, Kazakistan nord-occidentale;
- M.b.gracilis (Ognev, 1927): Kazakistan nord-orientale, Siberia orientale, tra il fiume Enisej e il lago Bajkal e nelle regioni degli Ussuri e di Vladivostok, Penisola della Kamčatka meridionale, Mongolia nord-occidentale; province cinesi della Mongolia interna nord-orientale, Heilongjiang, Jilin, Xizang sud-occidentale, isola giapponese di Hokkaidō; Shikotan, Kunashir e Iturup nelle Isole Curili.

## Conservazione
La IUCN Red List, considerato il vasto areale, l'abbondanza e l'assenza di indicazioni circa un eventuale declino della popolazione, classifica M.brandtii come specie a rischio minimo (Least Concern)).